# Розенборг
Розенборг (Rosenborg) — бывшая резиденция датских королей, выстроенная по приказу короля Кристиана IV на окраине Копенгагена в 1606—1624 годах.
Фламандец Ганс Стенвинкель Младший спроектировал здание в ренессансном стиле своей родины. Наиболее пышно был оформлен бальный зал, где проходили торжественные банкеты и королевские аудиенции. Вокруг замка был разбит Королевский сад, который ежегодно посещает 2,5 млн туристов. Это самый популярный парк датской столицы.
В 1710 датский король Фредерик IV, развернувший строительство нескольких дворцов в более лёгком стиле барокко, покинул со своим семейством Розенборг. До 1745 года замок служил королевской резиденцией. С тех пор датские короли возвращались в замок только дважды — на время перестройки погоревшего Кристиансборга и на время Копенгагенского сражения в 1801 году.
С 1838 года Розенборгский замок открыт для свободного посещения публики. Здесь выставлены художественные и исторические собрания датских королей, а также королевские регалии Дании.
На территории замка открыт старейший в Копенгагене памятник писателю Хансу Кристиану Андерсену, на открытии в июне 1880 года присутствовал король Кристиан IX с супругой Луизой.